# Comuna Voloske, Derajnea
Voloske (în ucraineană Волоське) este o comună în raionul Derajnea, regiunea Hmelnîțkîi, Ucraina, formată din satele Huta și Voloske (reședința).

## Demografie
Componența lingvistică a comunei Voloske
     Ucraineană (97,97%)
     Rusă (2,03%)
Conform recensământului din 2001, majoritatea populației comunei Voloske era vorbitoare de ucraineană (97,97%), existând în minoritate și vorbitori de rusă (2,03%).